# Завади (гміна Завади)
Завади (пол. Zawady) — село в Польщі, у гміні Завади Білостоцького повіту Підляського воєводства.
Населення — 450 осіб (2011).
У 1975-1998 роках село належало до Ломжинського воєводства.

## Демографія
Демографічна структура станом на 31 березня 2011 року:
|          | Загалом | Допрацездатний вік | Працездатний вік | Постпрацездатний вік |
| -------- | ------- | ------------------ | ---------------- | -------------------- |
| Чоловіки | 232     | 48                 | 162              | 22                   |
| Жінки    | 218     | 36                 | 133              | 49                   |
| Разом    | 450     | 84                 | 295              | 71                   |